# Falbouria acorensis
Falbouria acorensis är en tvåvingeart som först beskrevs av Octave Parent 1933.  Falbouria acorensis ingår i släktet Falbouria och familjen styltflugor. Inga underarter finns listade i Catalogue of Life.